# 윤서희
윤서희(1983년 1월 28일 ~ )는 대한민국의 방송인이다.

## 학력
- 동아방송대학 방송연예과

## 방송
- SBS 《모닝와이드》
- FNC 《생방송 Open 쿠킹 Show - 요리 it 水》
- 온게임넷 《사이퍼즈 전국 클랜 최강자전》
- 온게임넷 《켠김에 왕까지》
- 온게임넷 《온게임넷 랭킹쇼 시즌 1》
- ETN 《오늘의 스포츠 & 연예》
- SBS DMB 《VJ 뮤직퍼레이드》
- 퀴니 《생방송 아자!아자! 겟앰프드》
- 퀴니 《생방송! 댄스배틀 오디션》
- 온게임넷 《우당탕탕 모험학원 요구르팅》
- 온게임넷 《씽씽 카트라이더》
- 온게임넷 《온라인 특공대 영웅온라인》
- 온게임넷 《헬로우 플스마켓》
- 온게임넷 《모바일 게임뱅크》
- 온게임넷 《온라인특공대 샤이아》
- 안양방송 《필름통영화통》
- SBS 《한밤의 TV연예》
- Mnet 《What's Up Star》
- SBS 《비교체험 여행쇼 일상탈출!》
- 이데일리 《특종 몬스터즈》
- 교통방송 《생방송 아침햇살》
- 웨더뉴스 《소라이브 코리아》

## CF 출연
- BC 카드